# Отрочок
Отрочок (слч. Otročok) насељено је мјесто са административним статусом сеоске општине (слч. obec) у округу Ревуца, у Банскобистричком крају, Словачка Република.

## Становништво
| Година:    | 1994. | 2004.    | 2014.   | 2024.   |
| ---------- | ----- | -------- | ------- | ------- |
| Број људи: | 245   | 301      | 319     | 320     |
| Разлика:   |       | +22,85 % | +5,98 % | +0,31 % |

| Година:    | 2023. | 2024.   |
| ---------- | ----- | ------- |
| Број људи: | 326   | 320     |
| Разлика:   |       | -1,84 % |

Према подацима о броју становника из 2011. године насеље је имало 308 становника.